# Gmina Langeland
Gmina Langeland (duń. Langeland Kommune) – gmina w Danii w regionie Dania Południowa.
Gmina powstała 1 stycznia 2007 roku na mocy reformy administracyjnej z połączenia gmin Rudkøbing, Sydlangeland i Tranekær.
Siedzibą władz gminy jest miasto Rudkøbing na wyspie Langeland.

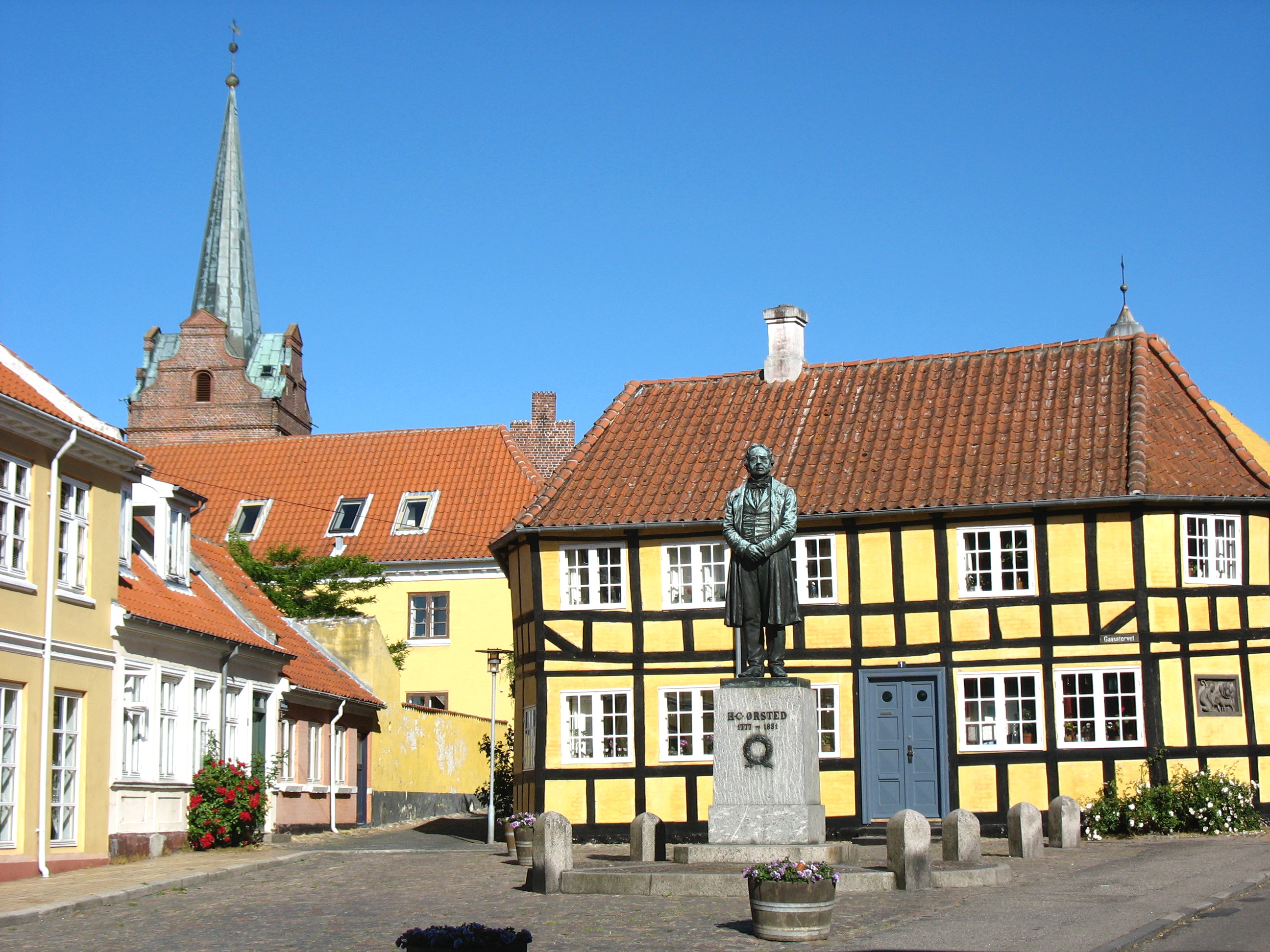
Pomnik fizyka Hansa Christiana Ørsteda na rynku w Rudkøbing, siedzibie władz gminy